# Christian Madsen
Christian Lucas Madsen (Los Angeles, 8 febbraio 1990) è un attore statunitense.
È noto soprattutto per aver recitato nel film Divergent.

## Biografia
Madsen è nato a Los Angeles, figlio degli attori Michael Madsen e Jeannine Bisignano. Ha iniziato a recitare a dieci anni, quando ha interpretato un piccolo ruolo in uno dei film di suo padre. Sua nonna, la regista Elaine Madsen, lo incoraggiò a intraprendere la carriera di attore dopo averlo visto recitare nel teatro del liceo. Dopo il divorzio dei suoi genitori, ha vissuto tra Malibù, San Fernando Valley, Santa Fe e Montana. Quando aveva 17 anni, la nonna lo introdusse nell'Actors Studio, presentandolo al direttore del ramo Hollywood, Martin Landau.
La sua carriera cinematografica ha avuto inizio con piccoli ruoli al fianco del padre e in film indipendenti. Nel 2013 è apparso nel dramma Palo Alto, film tratto dai racconti scritti da James Franco. Dopo più di due anni di provini senza successo ha ottenuto un ruolo nel film distopico Divergent, adattamento cinematografico dell'omonimo romanzo di Veronica Roth, con protagonista Shailene Woodley. Nella pellicola Madsen ha interpretato il personaggio di Al.

## Filmografia

### Cinema
- Eyes Front, regia di Darren Doane (2008)
- Clear Lake, WI, regia di Brian Ide (2009)
- Lost in the Woods, regia di Jim Wynorski (2009)
- Now Here, regia di Joe Shaughnessy (2010)
- The Brazen Bull, regia di Douglas Elford-Argent (2010)
- Refuge from the Storm, regia di Elias Acosta (2012)
- Palo Alto, regia di Gia Coppola (2013)
- Jake Squared, regia di Howard Goldberg (2013)
- Divergent, regia di Neil Burger (2014)
- Prism, regia di Cal Robertson (2015)
- King Jack, regia di Felix Thompson (2015)
- Mr. Church, regia di Bruce Beresford (2016)

### Cortometraggi
- The Lovers, regia di Sarah Louise Wilson (2012)

### Televisione
- Fancy Article Presents - serie TV, episodio 1x04 (2016)
- Manson's Lost Girls, regia di Leslie Libman - film TV (2016)

## Doppiatori italiani
- Mirko Cannella in Divergent